# SN 1971J
SN 1971J – supernowa odkryta 24 maja 1971 roku w galaktyce A120606+1349. W momencie odkrycia miała maksymalną jasność 18,00m.